# Friedrich Wilhelm Rohde
Friedrich Wilhelm Rohde (* 11. Dezember 1856 in Altona; † 6. April 1928 in Gentofte) war ein dänischer Violinist und Komponist.

## Leben und Werk
Rohde studierte von 1873 bis 1876 Violine bei Ferdinand David und Henry Schradieck und Klavier bei Julius Röntgen sowie Komposition bei Ernst Friedrich Richter am Konservatorium Leipzig.
Ab 1878 wirkte Rohde als Geiger in Chicago, und 1886/1887 in Boston. Von 1878 bis 1886 war er Mitglied des Balatka Quintetts in Chicago und Boston. In Boston trat er auch als Lehrer am New England Conservatory auf und war Mitglied des Symphonieorchesters. Im Anschluss an seine US-Tätigkeiten wirkte er in Hamburg, Schwerin und ab 1914 in Kopenhagen.
Rohde komponierte unter anderem Waldstille und Elfenreigen (op. 11), eine Serenade für Streichorchester (op. 14), das Klaviertrio F moll (op. 21), Klavierstücke, Lieder, kanonische Duette mit Klavier (op. 26), Männer-, Frauen- und gemischte Chöre.